# Llebre polar
La llebre polar (Lepus arcticus) és una espècie de llebre ben adaptada als hàbitats polars i muntanyosos. Anteriorment, se la considerava una subespècie de la llebre de les neus, però actualment se la reconeix com a espècie distinta.
Les llebres polars s'assemblen als conills, però tenen les orelles més curtes, poden alçar-se més i viure en llocs freds, a diferència dels conills. De vegades viatgen en grups, però en general són solitàries. La llebre àrtica pot córrer a una velocitat de fins a 60 quilòmetres per hora. Els seus depredadors són el llop àrtic, la guineu àrtica i l'ermini.

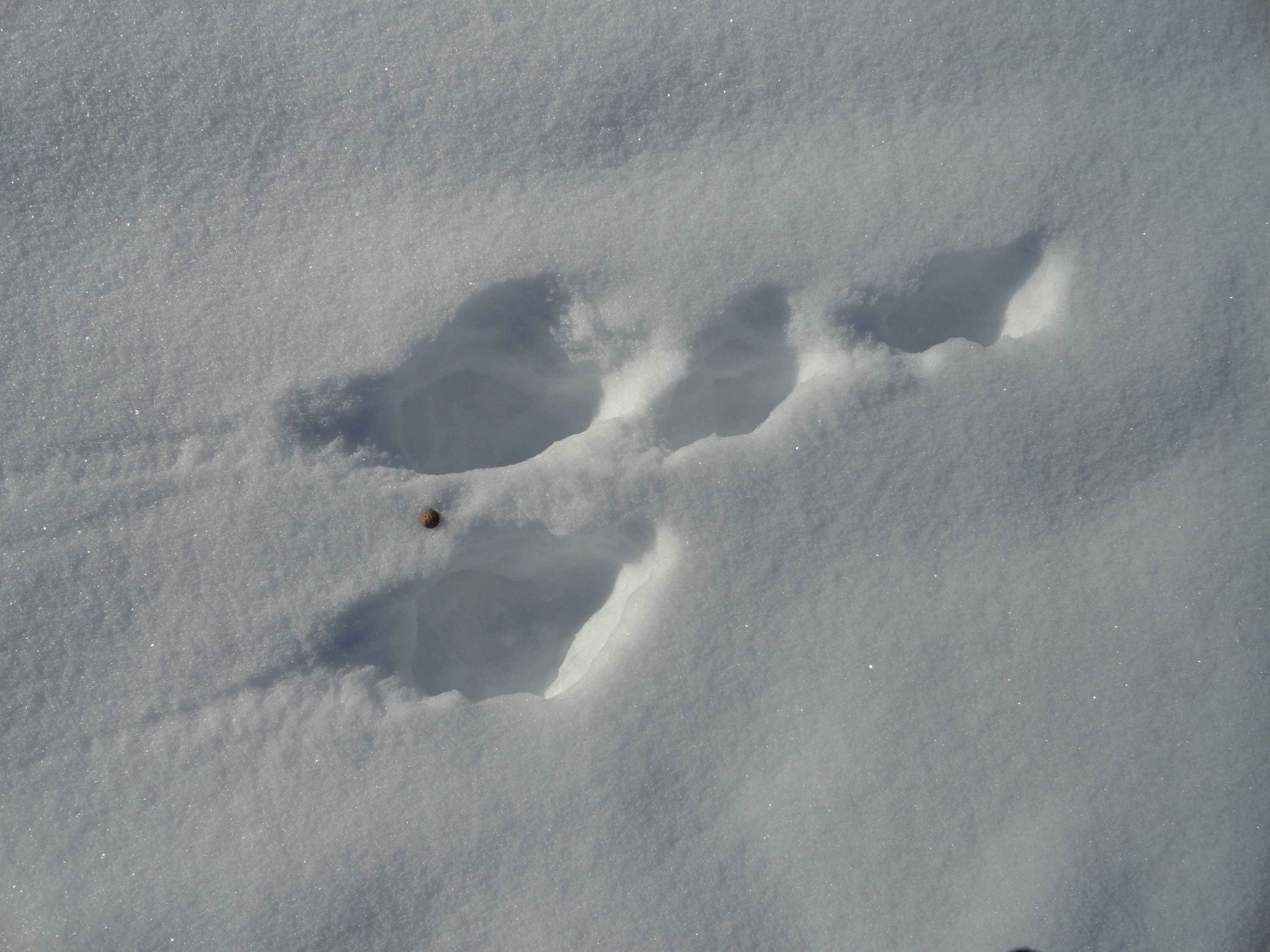
Petjada de llebre polar a la neu